# الکن، دانمارک
الکن، دانمارک (به لاتین: Alken, Denmark) یک منطقهٔ مسکونی در دانمارک است که در Skanderborg Municipality واقع شده‌است.

## خصوصیات
الکن ۲۳۴ نفر جمعیت دارد.